# Гарове
Гарове (англ. Garove) — остров в Тихом океане. Является территорией государства Папуа — Новая Гвинея. Административно входит в состав провинции Западная Новая Британия региона Айлендс. Население — 3617 чел. (2000).

## География
Гарове — крупнейший остров в составе архипелага Виту, площадь которого составляет около 67 км². Расположен в южной части моря Бисмарка, являющегося частью Тихого океана, примерно в 87 км к северу от острова Новая Британия. Ближайшие острова — Мундуа, Нараге и Унеа, также входящие в состав островов Виту.
С точки зрения геологии, остров имеет вулканическое происхождение. Высшая точка Гарове достигает 368 м и представляет собой стратовулкан периода голоцена. Каких-либо вулканических извержений за всю историю наблюдений зафиксировано не было. Берега острова отличаются большим разнообразием: на нём встречаются как песчаные пляжи, так и скалистые обрывы. С восточной и северной стороны Гарове окружён окаймляющим рифом. С южной стороны острова находится кальдера местного вулкана, которая залита водой и представляет собой достаточно большую бухту, ширина которой достигает 5 км, а глубина вод — 100—200 м. Берега кальдеры крутые и достигают высоты 100—150 м. На острове имеют геотермальные источники.

## История
Европейским первооткрывателем островов Виту, в состав которых входит остров Гарове, считается голландский путешественник Абел Тасман, открывший их в 1643 году. В 1793 году острова были вновь открыты уже французским путешественником Жозефом Брюни Д’Антркасто, который назвал Гарове Ile des Lacs (в переводе: остров Озера). В 1884 году Гарове стал частью германского протектората в Океании, а в 1914 году он был оккупирован австралийцами. С 1921 года Западные острова находились в управлении Австралии в качестве мандата Лиги наций, а после Второй мировой войны — ООН. С 1975 года Гарове является частью независимого государства Папуа — Новая Гвинея.